# Wohn- und Wirtschaftsgebäude Westerweder Straße 48
Das Wohn- und Wirtschaftsgebäude Westerweder Straße 48 in der niedersächsischen Gemeinde Lilienthal-Worphausen im Landkreis Osterholz stammt aus der Mitte des 19. Jahrhunderts. Aktuell (2025) wird es zum Wohnen und gewerblich genutzt.
Das Gebäude steht unter Denkmalschutz (siehe auch Liste der Baudenkmale in Lilienthal).

## Geschichte und Beschreibung
Lilienthal geht auf die Gründung des Klosters Lilienthal im 13. Jahrhundert zurück. Der Ortsteil Worphausen liegt nordöstlich von Lilienthal und wurde 1764 von Jürgen Christian Findorff bei der Moorkolonisation gegründet.
Das eingeschossige traufständige Gebäude als Zweiständer-Hallenhaus in Fachwerk mit Steinausfachungen, reetgedecktem Krüppelwalmdach als Niedersachsengiebel mit Uhlenloch und Grooter Door mit Korbbogen wurde 1855 (Inschrift) gebaut. Das Haus hat einen Flettdielengrundriss (Flett= Küche).
Das Landesdenkmalamt befand u. a.: „… regionstypisches Hallenhaus in Zweiständerkonstruktion …“